# مجنون (آلبوم)
مَجنون یک آلبوم موسیقی، اثر آهنگساز و موسیقی‌دان ایرانی، احمد پژمان است. قطعات این آلبوم، منتخبی از موسیقی فیلم‌های بید مجنون، به کارگردانی مجید مجیدی و یک بوس کوچولو، ساختهٔ بهمن فرمان‌آرا است. احمد پژمان در سال‌های ۱۳۸۴ و ۱۳۸۵، برای ساخت موسیقی این دو فیلم، برندهٔ تندیس زرین بهترین موسیقی متن از نهمین و دهمین دورهٔ جشن سینمای ایران شد. آلبوم موسیقی مجنون، ۲۷ شهریور ۱۳۸۵ توسط نشر موسیقی هرمس منتشر شد.

## دست‌اندرکاران

### نوازندگان
- احمد پژمان: پیانو، سینتی‌سایزر، سمپلر
- شروین مهاجر: کمانچه
- وحید خسروی: تار
- مرجان وحدت: هم‌آوا
- به همراه ارکستر فیلارمونیک ارمنستان

### سایر عوامل
- مدیر تولید: رامین صدیقی
- گرافیک: علی بوستان
- عکس جلد و پرتره: علی بوستان
- ضبط: استودیو ارمنیا، ایروان، ارمنستان (۱۳۸۳)
- صدابردار: رابرت استینت
- تدوین: اسکیپ سیلور، جان گس
- مسترینگ: رضا عسگرزاده، جان پولیتو
- چاپ: هوتن امین‌الهی

## قطعات
| ردیف | نام قطعه      | زمان |
| ---- | ------------- | ---- |
| ۱    | مجنون         | ۱:۲۵ |
| ۲    | دیدار         | ۲:۰۵ |
| ۳    | نگاه          | ۱:۵۵ |
| ۴    | وسوسه         | ۲:۲۳ |
| ۵    | وصیت          | ۲:۰۷ |
| ۶    | پژواک         | ۱:۴۹ |
| ۷    | شب طولانی     | ۲:۲۳ |
| ۸    | کودکی         | ۰:۴۷ |
| ۹    | برف           | ۱:۱۸ |
| ۱۰   | خانه پدری     | ۴:۲۱ |
| ۱۱   | پریشان        | ۱:۲۶ |
| ۱۲   | بید مجنون     | ۴:۲۶ |
| ۱۳   | دست نوشته‌ها   | ۲:۰۱ |
| ۱۴   | نقش           | ۲:۴۸ |
| ۱۵   | توهم          | ۳:۳۹ |
| ۱۶   | سفر به        | ۱:۴۳ |
| ۱۷   | دریافت        | ۱:۱۴ |
| ۱۸   | یک بوس کوچولو | ۳:۰۷ |
| ۱۹   | شب و باران    | ۲:۲۶ |
| ۲۰   | هیچ           | ۰:۴۵ |
| ۲۱   | انتها         | ۲:۰۴ |